# (210245) Castets
(210245) Castets est un astéroïde de la ceinture principale.

## Description
(210245) Castets est un astéroïde de la ceinture principale. Il fut découvert le 13 septembre 2007 au Pic du Midi par l'observatoire du Pic du Midi. Il présente une orbite caractérisée par un demi-grand axe de 2,39 UA, une excentricité de 0,18 et une inclinaison de 2,0° par rapport à l'écliptique.

## Compléments